# Посёлок 2-й
2-й — посёлок в Чебулинском районе Кемеровской области. Входит в состав Алчедатского сельского поселения.

## География
Расположен на севере области. Центральная часть населённого пункта расположена на высоте 170 метров над уровнем моря.

## Население
| 2002 | 2010 |
| ---- | ---- |
| 47   | ↘33  |

По данным Всероссийской переписи населения 2010 года, в посёлке 2-й проживает 33 человека (15 мужчин, 18 женщин).

## Инфраструктура
В соседнем посёлке 1-й находится колония-поселение. ФКУ «КП № 2 ГУФСИН России по Кемеровской области».

## Транспорт
Проходит автодорога общего пользования регионального значения «Кемерово — Ленинск-Кузнецкий» (идентификационный номер 32 ОП РЗ К-593).